# Aleuroclava baccaureae
Aleuroclava baccaureae es un insecto hemíptero de la familia Aleyrodidae.
Fue descrita científicamente por Corbett en 1935.